# Afrikaner Volksfront

Le Strydvlag, drapeau utilisé pendant la seconde guerre des Boers par les forces combinées des deux républiques boers, et utilisé brièvement sous le nom Vryheidsvlag par l'Afrikaner Volksfront à partir de 1995. Ce drapeau est basé principalement sur le vierkleur du Transvaal, la couleur orange représentant l'État-libre d’Orange.

Afrikaner Volksfront (AVF ou front du peuple Afrikaner) est une organisation politique sud-africaine fondée en 1993 et dissoute en 1996. L'AVF fut créé pour unir les formations politiques conservatrices et l'extrême-droite sud-africaine autour de l'idée d'établir un volkstaat (État afrikaner) en Afrique du Sud.

## Histoire
L'AVF fut fondé le 7 mai 1993 à Potchefstroom, la première capitale de la république sud-africaine du Transvaal lors d'un grand rassemblement de 15 000 personnes hostiles à la fin de la domination blanche en Afrique du Sud. Si le principal parti politique représenté est le Parti conservateur d'Afrique du Sud, on y trouve de multiples formations groupusculaires politiques et paramilitaires afrikaners comme le parti national reconstitué, le mouvement de résistance afrikaner d'Eugène Terreblanche, le Boere Weerstandsbeweging (mouvement de résistance boer), le Boerestaat Party, le mouvement monarchiste afrikaner, l'armée boer républicaine, le Volksleër, le Blancke Veikigheid...
Lors de ce rassemblement, tous les chefs des formations politiques et paramilitaires présents adoubent le général en retraite Constand Viljoen, ancien chef d'état major de l'armée, pour les diriger. Celui-ci s'adjoint 4 autres généraux en retraite des forces de sécurité sud-africaine pour porter le projet d'état afrikaner indépendant, un boerestaat (un Israël pour les Afrikaners selon l'expression de Viljoen) qui serait découpé à l'intérieur des frontières de l'Afrique du Sud. 
Pendant deux mois, Viljoen et ses généraux parcourent le pays pour exposer leur projet et engranger des militants. Ils en recrutent 150 000 dont 100 000 ont une expérience militaire. Les observateurs estiment alors que 20 % de la population blanche sud-africaine partage les peurs et les espoirs portés par l'AVF. Un comité de travail de l'AVF établit un premier projet de Volkstaat incorporant Pretoria, l'ouest du Transvaal, le nord de la province du Cap et le nord du Natal avec la possibilité de faire sécession. 
Le 25 juin 1993, le Volksfront participe à l'invasion du World trade center de Kempton Park où se déroulent les négociations politiques et constitutionnelles entre le gouvernement, le parti national, le congrès national africain et d'autres formations politiques. Les négociations entamées de son côté par Viljoen avec l'ANC sont rejetées par Ferdinand Hartzenberg, le chef du parti conservateur. 
L'issue de la bataille du Bophuthatswana, marqué par la mort de militant de l'AWB (Mouvement de résistance afrikaner), sonne le glas de l'AVF. Comprenant qu'il s'est fourvoyé avec les extrémistes indisciplinés du mouvement de résistance afrikaner et avec les autres groupuscules paramilitaires, Viljoen décide d'abandonner le Volksfront et se rallie au processus électoral. En novembre 1994, l'AVF, qui ne reconnait pas la constitution sud-africaine de 1993, propose une nouvelle version de Volkstaat sur un territoire plus petit et en revendique l'autonomie. 
Supplanté dans l'électorat blanc afrikaner et conservateur par le Front de la liberté de Viljoen, l'AVF se dissout en novembre 1996.

## Sources